# アニメギルド

『アニメギルド』（ANIME GUILD）は、2017年4月からBSフジおよび同局の4Kで放送されている深夜アニメ（一部実写番組も含む）の放送枠。本項では、枠名称制定前を含むBSフジの深夜帯（おおむね23時台以降）を中心とするアニメ番組全般について扱う。

## 概要
2000年12月に開局したBSフジは、2000年代より『ONE PIECE』などのフジテレビ製作のアニメ番組や『世界名作劇場』（第2期）をはじめとする同局オリジナルのアニメ番組を時間帯を問わず放送してきた。深夜アニメにおいても、フジテレビ製作の『ノイタミナ』を遅れネットで放送していたが、2014年1月期の『スペース☆ダンディ』でTOKYO MXなどの独立局を中心に放送されるアニメ番組群（いわゆるUHFアニメ）の製作委員会に初めて参加する。この頃から、BS11のように深夜アニメの放送や製作委員会への参加にも積極的な姿勢を取るようになった。特に2020年4月期には、本枠で放送されるすべての新作（計6本）の製作委員会に参加した。続く同年7月期は製作委員会に参加する作品がなかったが、同年10月期は再びすべての新作（計3本）で製作委員会に参加した。2022年7月期にはすべての新作（計4本）でBS日テレと共同で製作委員会に参加した。
2017年3月に開催されたAnimeJapan 2017において、BSフジの深夜アニメ枠レーベル『アニメギルド』が正式に発表され、同年4月期より放送上での使用を開始した。毎日1枠目の番組の前には、20秒間のオープニングアニメーション（詳細は後述）が流される。
レーベル設定以降は月曜と火曜と水曜の未明（日曜と月曜と火曜の深夜）にも編成されていたアニメ番組枠を順次集約し、2020年10月期現在はすべての番組が平日深夜の0時台に編成されている（時期により放送がない曜日や例外もあり）。ただし、土曜未明（金曜深夜）は『ジャパコンTV』→『ジャパコンProject』を編成しているため、当枠は長らく放送されていなかったが、2020年10月期より土曜0:30（金曜深夜）枠が設置された。これに伴い、レーベル開始時から放送されていた火曜未明（月曜深夜）の枠は廃止となった。
フジテレビ地上波の『ノイタミナ』や『+Ultra』と同様に、EPGでは枠タイトルを冠した「〈アニメギルド〉番組名」と表示される（特別番組などは番組名のみとなる場合もある）。なお、前番組（スポーツ中継やバラエティ番組などの放送時間拡大）の影響により放送時間が繰り下がることがある。ただし、野球中継については原則として『BSフジLIVE プライムニュース』の休止による穴埋め枠を利用して中継の延長を行うため、当番組枠を含む他の番組には、ほとんど影響しない。
2018年12月には4Kチャンネルが開局。他局と同様に、2K（HD）制作のものを4Kにアップコンバート（変換）して放送している。
2025年現在、BS日テレ（『アニメにむちゅ〜』）やBS11（『ANIME+』）のアニメ番組と競合が発生している（曜日や各局の編成により競合の有無が変わる場合あり）。2020年10月期の枠移動により、BS日テレ（『アニメにむちゅ〜』）との競合が一部緩和された。過去にはBSテレ東（枠タイトルなし）とも競合した事例があるほか、民放キー局系以外ではWOWOWプライム（『アニメプライム』）と競合する事例もある。

### オープニングアニメーション
前述の通り、毎日1枠目の番組の前（0時0分）にはufotableが制作した20秒間のオープニングアニメーションが流される。民放系BS他局でも同様にアニメーション（ジングル）を流す局もあるが、BSフジのアニメーションはその中で最も時間が長い。
映像には「竜族の娘」が登場し、立場の違う3つの部族が力を合わせていくという設定がある。画面比率がシネマスコープサイズとなっているのも特徴である。
- 企画 - 大森慎司、伊藤幸弘
- 製作 - BSフジ

スタッフ
- 監督 - 寺尾優一
- キャラクターデザイン - 茂木貴之
- 音楽 - 椎名豪
- プロデューサー - 近藤光
- ナレーション - 江原裕理
- アニメーション制作 - ufotable

## 放送中
特記が無い作品は『+Ultra』・『ノイタミナ』・『B8station』を除き、関東地区ではTOKYO MXなどの独立局ネット。
24時以降は、翌日未明とする。
| 番組名                                                                                     | 放送期間        | 放送時間      | 備考                                                                                              |
| 火曜日                                                                                     | 火曜日          | 火曜日        | 火曜日                                                                                            |
| ------------------------------------------------------------------------------------------ | --------------- | ------------- | ------------------------------------------------------------------------------------------------- |
| 暗殺教室                                                                                   | 2025年4月16日 - | 23:30 - 24:00 | 再放送。フジテレビ･関西テレビと共同製作。 6月までは水曜0時に放送。 7月からは182chでの放送となる。 |
| 水曜日                                                                                     |                 |               |                                                                                                   |
| 白豚貴族ですが前世の記憶が生えたのでひよこな弟育てます                                     | 2024年7月9日 -  | 0:00 - 0:30   |                                                                                                   |
| 鬼人幻燈抄                                                                                 | 2024年4月2日 -  | 0:30 - 1:00   | 初回は0:00 - 1:00の1時間スペシャルで放送。                                                        |
| 木曜日                                                                                     |                 |               |                                                                                                   |
| 転生宗主の覇道譚 ～すべてを呑み込むサカナと這い上がる～                                    | 2025年7月10日 - | 0:00 - 0:30   |                                                                                                   |
| ブサメンガチファイター                                                                     | 2025年7月10日 - | 0:30 - 1:00   |                                                                                                   |
| 金曜日                                                                                     |                 |               |                                                                                                   |
| 勇者パーティーを追放された白魔導師、Sランク冒険者に拾われる 〜この白魔導師が規格外すぎる〜 | 2025年7月11日 - | 0:30 - 1:00   |                                                                                                   |
| 土曜日                                                                                     |                 |               |                                                                                                   |
| うたごえはミルフィーユ                                                                     | 2025年7月19日 - | 0:30 - 1:00   |                                                                                                   |

## 放送終了

### アニメギルド創設前に放送された深夜アニメ
2017年4月3日までに放送された深夜アニメ作品。『ノイタミナ』『NOISE』枠については該当枠を参照。